# سیارک ۶۹۸۶۹
سیارک ۶۹۸۶۹ (به انگلیسی: 69869 Haining، نامگذاری:1998SX62)۶۹۸۶۹مین سیارک کشف شده‌است که در ۲۵ سپتامبر ۱۹۹۸ کشف شد.